# 控制污染物排放政策
控制污染物排放政策是国家制定的，用以强制污染者减少污染物排放的政策，现在国际通用的制定政策的原则是污染者付费原则。控制污染物排放政策的制定大体经历三个阶段：
1. 浓度控制；
2. 总量控制；
3. 容量控制。

在最初阶段，国家对污染物排放实行浓度控制，国家设立排放浓度标准，对超过标准的排放处以收费或罚款，强迫排放这自行投资处理污染物以减少排放。
随着工业发展，排污者增加，即使都达到标准，排放的污染物也相当可观，国家开始执行总量控制，即设定每一个污染者允许排放的污染物总量，即使排放浓度达标，按照排放的污染物总量也得交纳排污费，国家用以改善环境质量，同时达到强制排污者进一步降低污染物排放的目的，也防止有些违法者用清水稀释排放废水以达到浓度达标的目的。
容量控制是到目前为止最科学的一种控制污染政策，在一定区域内，对所有的污染者排放的污染物总量有一个限制，必须是环境自净能力允许的范围内。在区域内的各个排污者可以将自己的排污指标进行交易，如一个排污者由于重视治理污染，大大减少自己的排污量，他可以将自己富裕的排污指标卖给没有能达到指标的排污者，但区域内排污总量不得超过指标，这种政策更可以刺激开发污染物排放开技术开发的积极性。同时将环境质量维持在一个可以容许的范围内。